# 北長岡駅
北長岡駅（きたながおかえき）は、新潟県長岡市城岡二丁目にある、東日本旅客鉄道（JR東日本）信越本線の駅である。

## 歴史
- 1915年（大正4年）11月1日：鉄道院（国有鉄道）の城岡駅（じょうおかえき）として開業[1]。
- 1923年（大正12年）12月：北越製紙（現・北越コーポレーション）長岡工場までの延長1.4 km間に16ポンドレールの専用側線を敷設。手押しトロッコによる製品輸送を開始[2]。
- 1924年（大正13年）5月：北越製紙長岡工場まで信越本線と同一軌間の専用側線を敷設[2]。
- 1951年（昭和26年）7月20日：地元住民による改称運動により、北長岡駅に改称[1][3]。
- 1984年（昭和59年）2月1日：荷物と貨物の取り扱いを廃止。北越製紙の貨物専用線が廃止。
- 1986年（昭和61年）9月：棒線化[4]。
- 1987年（昭和62年）4月1日：国鉄分割民営化により、JR東日本の駅となる。
- 1995年（平成7年）
  - 3月31日：有人駅としての営業を終了。
  - 4月1日：合理化のため無人化[5]される。
- 1998年（平成10年）4月25日：駅舎内に陶芸工房を開設[6]。
- 2008年（平成20年）3月15日：新潟近郊区間の拡大により、ICカード「Suica」の利用が可能となる[7]。
- 2014年（平成26年）：新駅舎の供用を開始。

## 駅構造
長岡駅が管理する無人駅で、島式ホーム1面2線を有する地上駅である。駅舎とホームは跨線橋で連絡している。ホーム奥側の高架線には上越新幹線が通っている。
駅構内には簡易Suica改札機と乗車駅証明書発行機、改札脇に飲料用の自動販売機、屋内待合室、化粧室のほか、液晶ディスプレイやLEDを使用した運行情報表示器が設置されている。
駅舎とホームの間には上越新幹線の高架橋が通り、その下にはかつてあった貨物専用線の側線があったために若干の距離がある。また、屋外には、自転車駐輪場がある。
当駅からは近隣に所在する北越製紙および北越メタルの工場まで貨物専用線が延びていたが、1984年（昭和59年）2月に廃止され、以後も駅舎北側には側線の一部が現在も残り、JRの保線車両が留置されている。廃線跡は駐車場になっている。

### のりば
| 番線 | 路線      | 方向 | 行先             |
| ---- | --------- | ---- | ---------------- |
| 1    | ■信越本線 | 下り | 東三条・新潟方面 |
| 2    | ■信越本線 | 上り | 長岡・柏崎方面   |

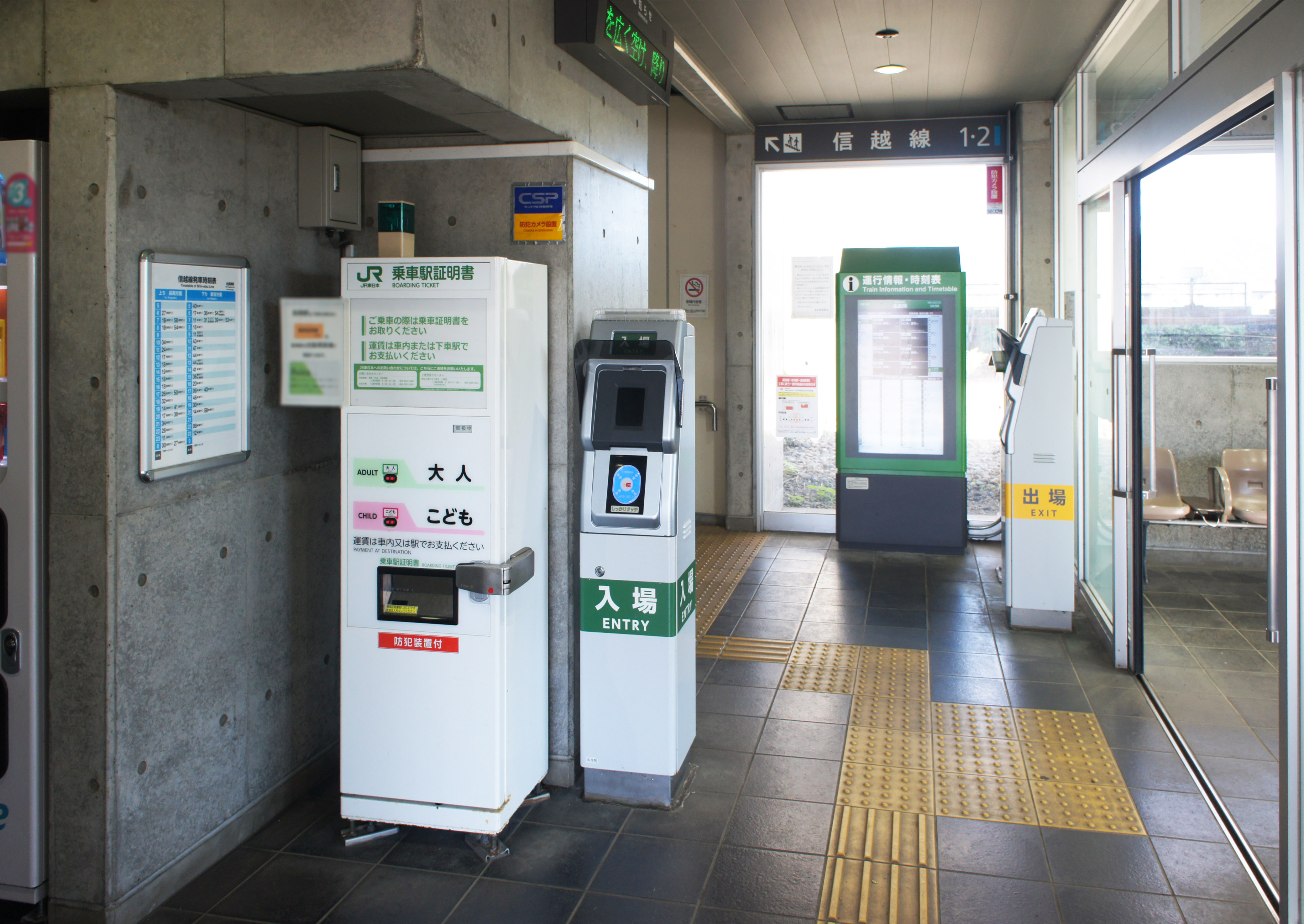
改札口（2021年9月）
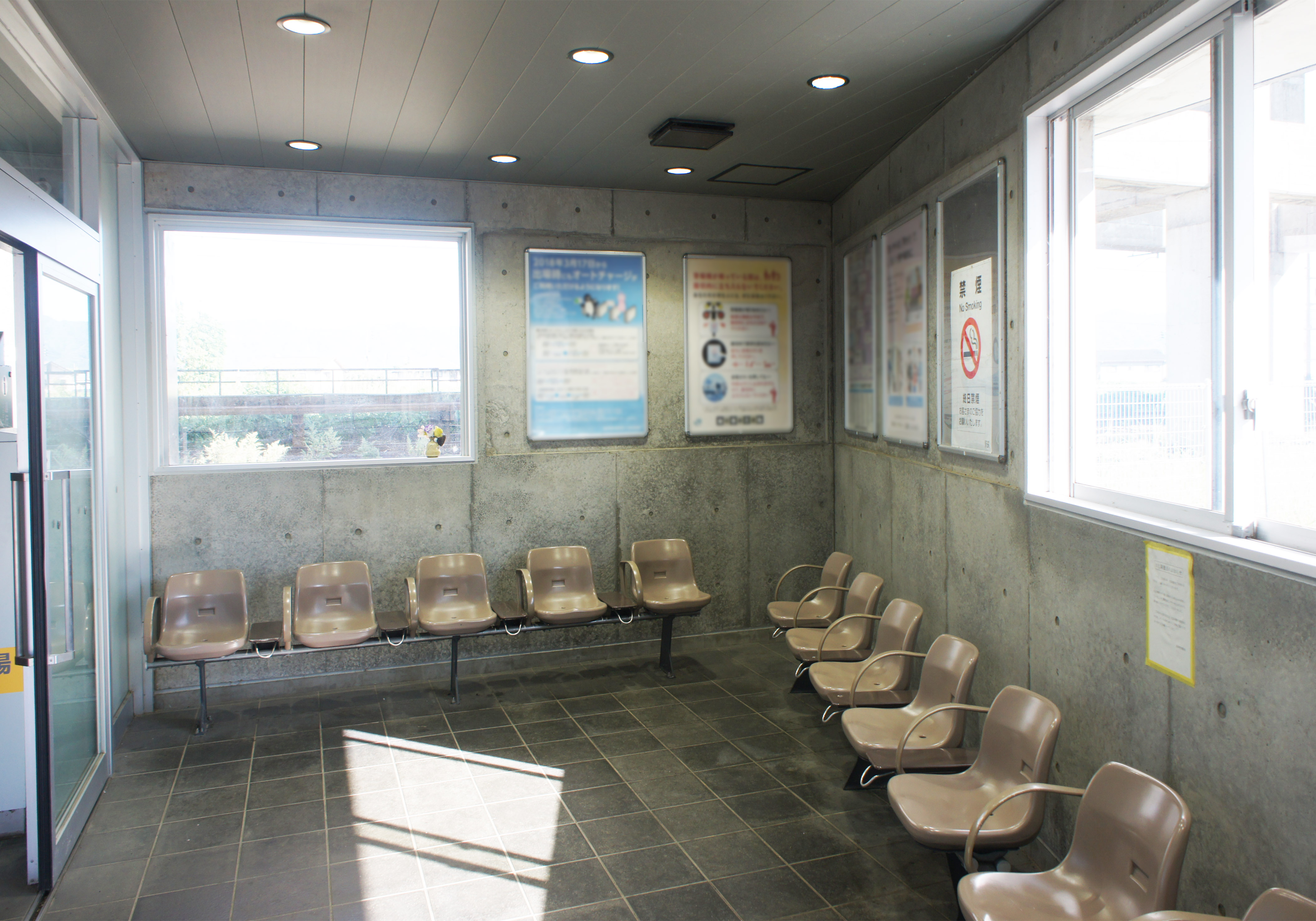
待合室（2021年9月）
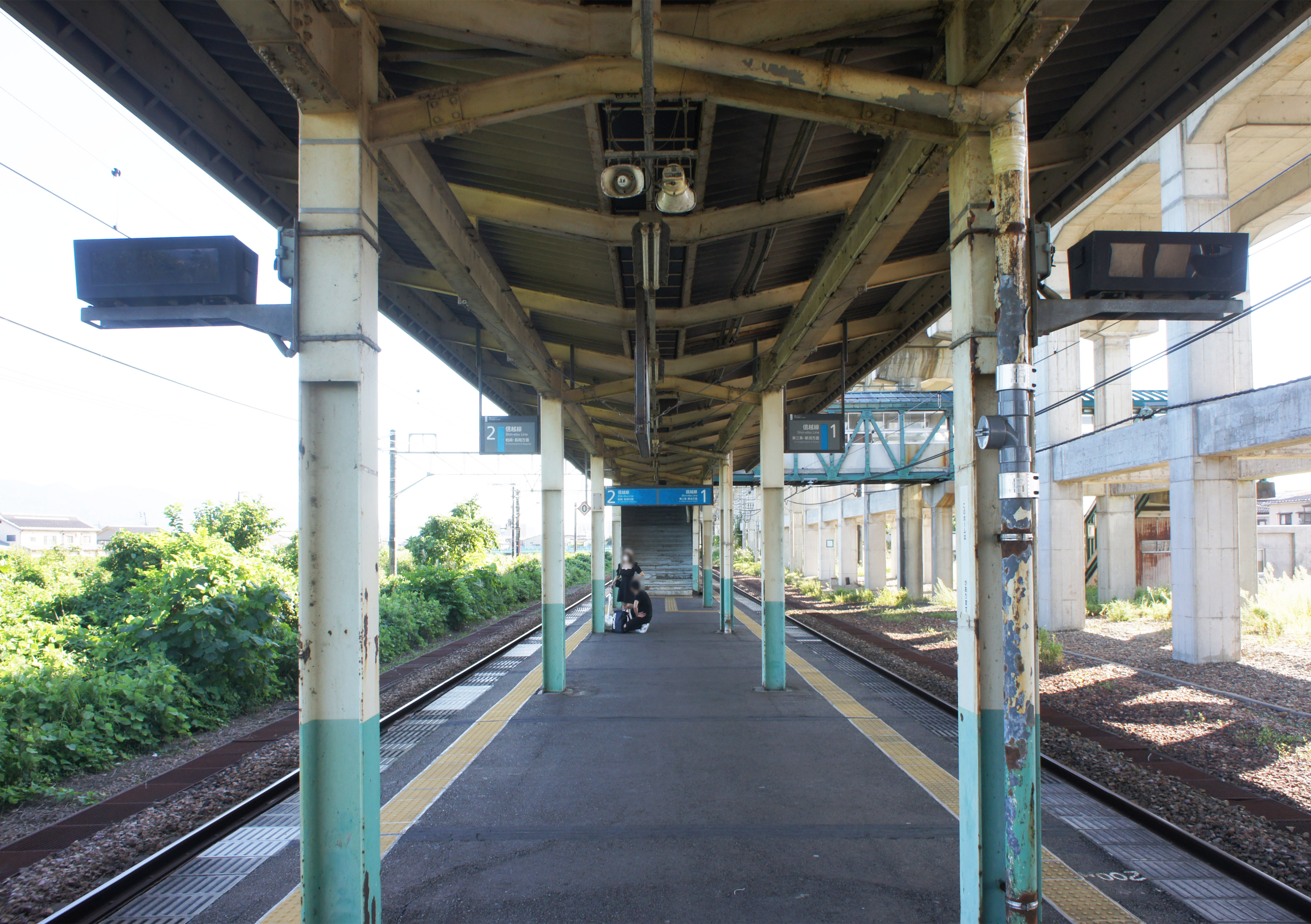
ホーム（2021年9月）
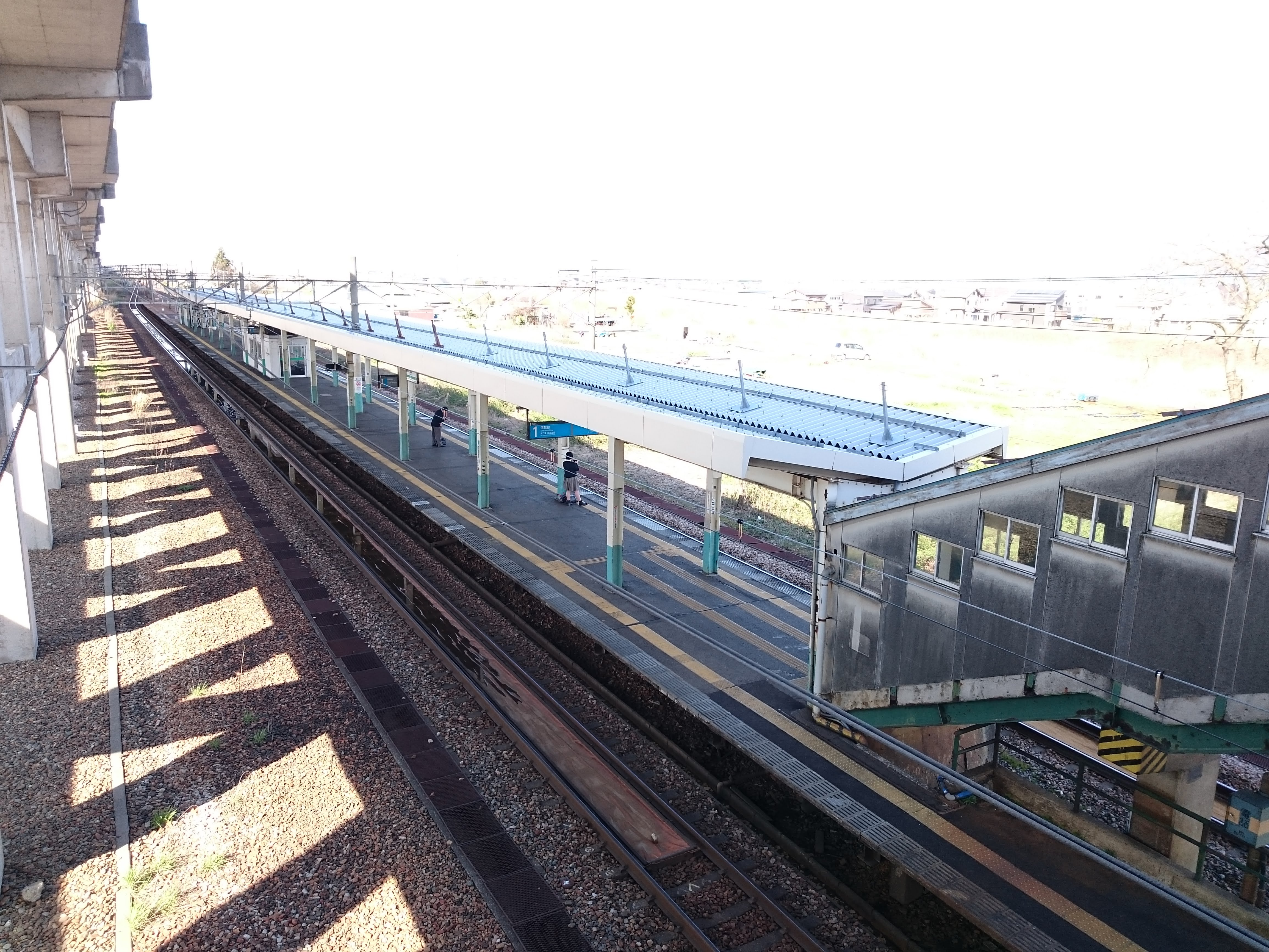
側線跡（2019年4月）

#### 旧駅舎時代
有人駅時代には駅事務室を有しており、売店としてキヨスクも出店していた。

1995年（平成7年）の無人化後、駅舎事務室跡にはテナントとして陶芸工房が入り、その後は臨時の仮設交番が入居していた。2012年（平成24年）3月に交番が新築移転したあとはテナントが無い状況が続いていたが、それ以降はテナントが入居することはなかった。駅入口脇には公衆電話が設置されていたが、改修に併せて撤去され駅前通りに移設された。

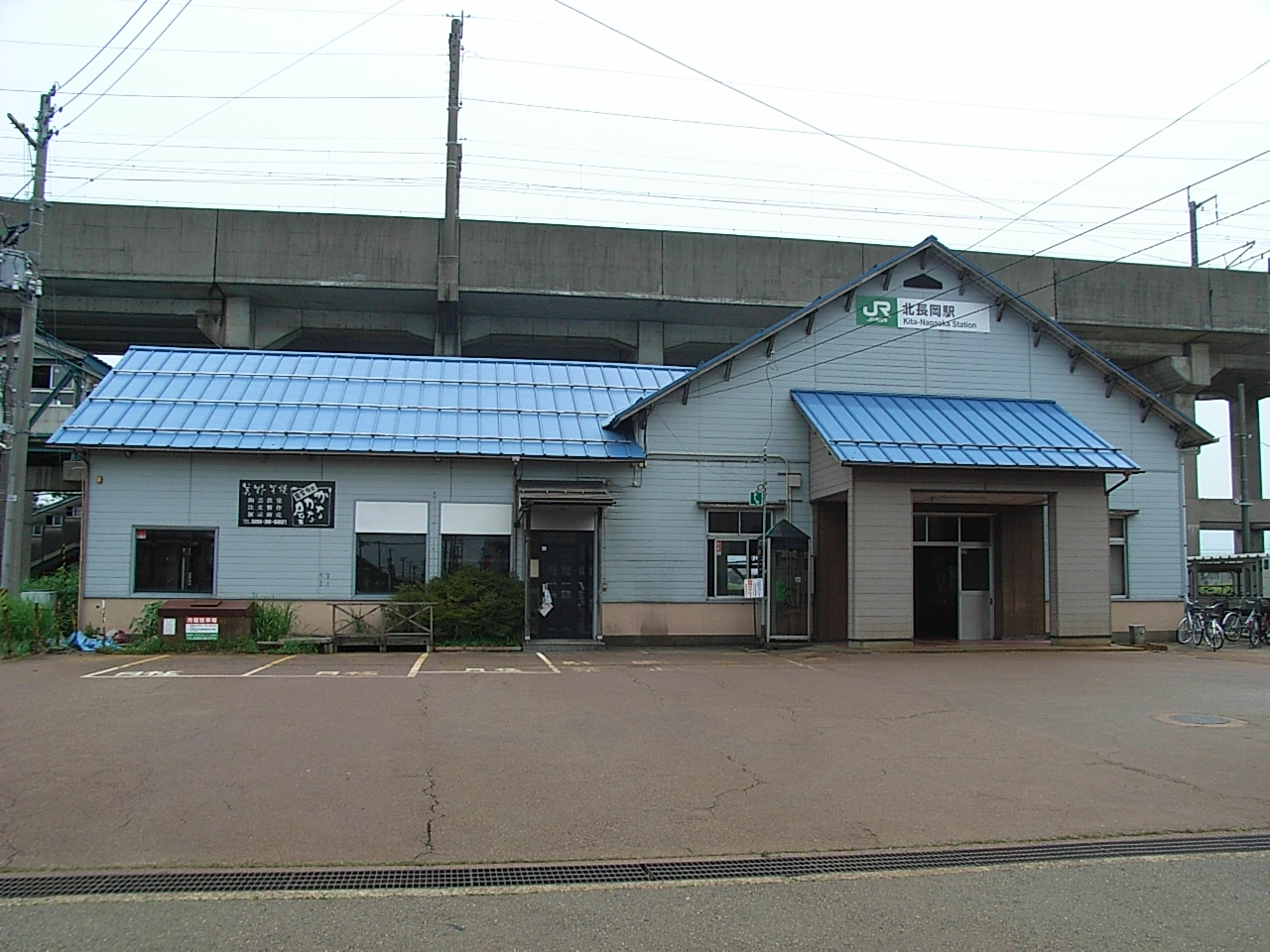
旧駅舎（2009年6月）

## 利用状況
「長岡市統計年鑑」によると、2009年度（平成21年度）・2010年度（平成22年度）の1日平均乗車人員は以下のとおりであった。
| 乗車人員推移       | 乗車人員推移     | 乗車人員推移 |
| 年度               | 1日平均 乗車人員 | 出典         |
| ------------------ | ---------------- | ------------ |
| 2009年（平成21年） | 500              | [ 9 ]        |
| 2010年（平成22年） | 490              | [ 10 ]       |

## 駅周辺
駅前は工業地帯であり、日本精機本社、倉敷機械本社・工場、ツガミ長岡工場、三菱マテリアルテクノ長岡製作所、北越コーポレーション本店・長岡工場などが立地する。駅南側や栖吉川を挟んだ駅東側には住宅街が広がる。
- 栖吉川
- 福島江
- 城岡停車場記念碑
- 長岡市北部体育館
- 中越高等学校
- 長岡市立北中学校

## バス路線
当駅周辺には越後交通のバス路線が多数運行されており、駅前から西へ約300メートルの国道352号沿いに「北長岡駅角」バス停が、南へ約300メートルの踏切近くに「新町3丁目」バス停がある。
北長岡駅角
- 長岡駅前＝神田町＝蔵王＝精神医療センター＝エコトピア寿 線
- 長岡駅前＝中之島＝今町＝東三条駅前 線
- 長岡駅前＝興野＝分水駅前 線
- （急行）長岡駅前＝見附＝栃尾 線
- 長岡駅前＝槇下・成沢＝与板＝小島谷駅前 線
- 長岡駅前＝川袋＝与板＝寺泊 線
- 江陽環状線

新町3丁目
- 長岡駅東口＝小曽根＝浦瀬＝上見附 線

## 隣の駅
東日本旅客鉄道（JR東日本）
■信越本線
■快速
通過
■普通
長岡駅 - 北長岡駅 - 押切駅